# Algemene Lucas-Lehmertest
De algemene Lucas-Lehmertest is een algoritme om te bepalen of een natuurlijk getal {\displaystyle n} een priemgetal is. Hiervoor moeten de priemfactoren van het getal {\displaystyle n-1} bekend zijn. De test is ontwikkeld door Edouard Lucas en Derrick Henry Lehmer en wordt met name gebruikt in de numerieke getaltheorie.

## Theorie
Zij {\displaystyle n} een positief geheel getal. Als er een geheel getal {\displaystyle 1<a<n} is, zodanig dat:
{\displaystyle a^{n-1}\ \equiv \ 1{\pmod {n}}}
en voor alle priemfactoren {\displaystyle q} van {\displaystyle n-1}:
{\displaystyle a^{({n-1})/q}\ \not \equiv \ 1{\pmod {n}},}
dan is {\displaystyle n} priem. Als zo'n getal {\displaystyle a} niet bestaat, is {\displaystyle n} een samengesteld getal.
Deze bewering is juist, om de volgende reden: als de eerste gelijkheid geldt voor {\displaystyle a,} betekent dit dat {\displaystyle a} en {\displaystyle n} relatief priem zijn. Als {\displaystyle a} ook door de tweede stap komt, dan is de orde van {\displaystyle a} in de groep {\displaystyle (\mathbb {Z} /n\mathbb {Z} )^{*}} gelijk aan {\displaystyle n-1,} en dus is de orde van de groep is {\displaystyle n-1} (vanwege het feit dat de orde van elk element in een groep de orde van de groep deelt). Dit betekent dat {\displaystyle n} priem is.
Anderzijds, als {\displaystyle n} priem is, dan moet er een primitieve wortel modulo {\displaystyle n} zijn, ook wel voortbrenger van de groep {\displaystyle (\mathbb {Z} /n\mathbb {Z} )^{*}} genoemd. Zo'n voortbrenger heeft de orde {\displaystyle |(\mathbb {Z} /n\mathbb {Z} )^{*}|=n-1} en beide equivalenties gelden voor zo'n voortbrenger.
Merk op dat als er een {\displaystyle a<n} bestaat waarvoor de eerste equivalentie niet geldt, we {\displaystyle a} een Fermat getuige noemen van het feit dat {\displaystyle n} samengesteld is.

## Voorbeeld
Neem als voorbeeld {\displaystyle n=71}. Dan is {\displaystyle n-1=70} met de priemfactoren 2, 5 en 7. Kies als willekeurig getal bijvoorbeeld {\displaystyle a=17<n}. Dan is:
{\displaystyle 17^{70}\equiv 1{\pmod {71}}.}
Ga vervolgens voor elke priemfactor {\displaystyle q} van {\displaystyle n-1=70} na wat de waarde is van
{\displaystyle a^{70/q}{\pmod {71}}}
Er geldt:
{\displaystyle 17^{35}\equiv 70\not \equiv 1{\pmod {71}}}
{\displaystyle 17^{14}\equiv 25\not \equiv 1{\pmod {71}}}
{\displaystyle 17^{10}\equiv 1{\pmod {71}}.}
Helaas blijkt dat {\displaystyle 17^{10}\equiv 1{\pmod {71}}}. Dus is nog steeds niet duidelijk of 71 een priemgetal is of niet. Als 71 geen priemgetal is, wordt 17 een Fermatleugenaar van 71 genoemd.
Probeer daarom een andere willekeurige {\displaystyle a}, bijvoorbeeld {\displaystyle a=11}, en bereken:
{\displaystyle 11^{70}\equiv 1{\pmod {71}}.}
En eveneens:
{\displaystyle 11^{35}\equiv 70\ \not \equiv 1{\pmod {71}}}
{\displaystyle 11^{14}\equiv 54\ \not \equiv 1{\pmod {71}}}
{\displaystyle 11^{10}\equiv 32\ \not \equiv 1{\pmod {71}}.}
Het blijkt dat de multiplicatieve orde van 11 (mod 71) gelijk is aan 70 en dus dat 71 een priemgetal is. Om het machtsverheffen modulo {\displaystyle n} snel uit te voeren, kan gebruikgemaakt worden van machtsverheffen door kwadrateren.

## Algoritme
Het algoritme kan in pseudocode als volgt geschreven worden:
```
Invoer
: 

  

    

      

        
n

        
>

        
2

      

    

    
{\displaystyle n>2}

  

, een oneven geheel getal, te testen op primaliteit;

  

    

      

        
k

      

    

    
{\displaystyle k}

  

, een parameter die de nauwkeurigheid van de test bepaalt.

Uitvoer
: 

priem
, als 

  

    

      

        
n

      

    

    
{\displaystyle n}

  

 priem is, anders 
samengesteld
 of 
mogelijk samengesteld
;

bepaal de priemfactoren van 

  

    

      

        
n

        
−

        
1

      

    

    
{\displaystyle n-1}

  

LOOP1: herhaal 

  

    

      

        
k

      

    

    
{\displaystyle k}

  

 keer:
   kies een willekeurige 

  

    

      

        
a

      

    

    
{\displaystyle a}

  

 uit het interval 

  

    

      

        
[

        
2

        
,

        
n

        
−

        
1

        
]

      

    

    
{\displaystyle [2,n-1]}

  

      als 

  

    

      

        

          
a

          

            
n

            
−

            
1

          

        

        
≢

        
1

        

          

          
(

          
mod

          

          
n

          
)

        

      

    

    
{\displaystyle a^{n-1}\not \equiv 1{\pmod {n}}}

  

, dan uitvoer 
samengesteld
 
      anders
         LOOP2: voor alle priemfactoren 

  

    

      

        
q

      

    

    
{\displaystyle q}

  

 van 

  

    

      

        
n

        
−

        
1

        
:

      

    

    
{\displaystyle n-1:}

  

            als 

  

    

      

        

          
a

          

            
(

            
n

            
−

            
1

            
)

            

              
/

            

            
q

          

        

        
≢

        
1

        

          

          
(

          
mod

          

          
n

          
)

        

      

    

    
{\displaystyle a^{(n-1)/q}\not \equiv 1{\pmod {n}}}

  

               als we deze ongelijkheid nog niet voor alle priemfactoren van 

  

    

      

        
n

        
−

        
1

      

    

    
{\displaystyle n-1}

  

 hebben gecontroleerd 
                   dan doe een volgende LOOP2
               anders uitvoer 
priem

            anders doe een volgende LOOP1
uitvoer 
mogelijk samengesteld
.
```